# Sergej Jelagin
Sergej Ivanovitj Jelagin (ryska: Сергей Иванович Елагин), född 20 oktober (gamla stilen: 8 oktober) 1824, död 30 november (gamla stilen: 18 november) 1868, var en rysk sjökrigshistoriker.
Jelagin var en högre tjänsteman i ryska sjökrigsministeriet. Han utgav, på grundval av arkivstudier i bland annat London, Haag, Amsterdam och Stockholm, sjökrigshistoriska arbeten,  Materialy dlja istorii russkago flota och Istorija russkago flota, period Azovskij.